# Estudios placebo
Los Estudios Placebo son un sistema académico interdisciplinario, que estudia al Efecto Placebo. El efecto placebo se presenta cuando se exhibe una visible mejoría en un paciente a quien se le proporciona un placebo o un “falso” tratamiento. Ted Kaptchuk e investigadores en el Programa de Estudios Placebo en el  Centro Médico de Diáconos de Beth, Israel y la Escuela Médica de Harvard, fueron quienes sentaron las bases de dicha disciplina. A través de estudios clínicos, se ha descubierto que el efecto placebo juega un papel muy significativo y específico, como por ejemplo en casos relacionados con las investigaciones clínicas de los desórdenes del  Trastorno Depresivo Mayor (MDD, por sus siglas en inglés).

## Historia
Hasta 1955, el tratamiento placebo era considerado como una sustancia fraudulenta que se administraba a los pacientes complicados, con el propósito de mitigar su aflicción. Sin embargo, el crecimiento de la Prueba Controlada Aleatorizada (RCT, por sus siglas en inglés) del efecto placebo, difundió en gran medida entre la comunidad académica, que en realidad los efectos placebo sí pueden derivar en cambios y resultados clínicos. Sin embargo, resaltar la eficacia de los placebos a través de un periodo de tiempo con los mismos resultados de aquellos pacientes que son suministrados con ingrediente activo, ha resultado problemático para los científicos.

### Experimentos clínicos iniciales
En 1954, un equipo de la Escuela Médica de Harvard, dirigido por Louis Lasagna realizó el primer experimento documentado de la respuesta placebo, y de aquellos que responden en mayor medida al efecto placebo. En este experimento, aproximadamente 162 pacientes fueron observados después de administrarles de forma subcutánea inyecciones de algún producto placebo y morfina, lo que derivó en un considerable alivio del dolor. Se exhibieron diferencias en la respuesta y actitud entre los pacientes que reaccionaron al efecto placebo, y aquellos que no. “Utilizando pruebas Rorschach y entrevistas de tipo cuantitativo, los pacientes que reaccionaron al efecto placebo, comparados con aquéllos que no reaccionaron, estaban más ansiosos, calificaron la atención hospitalaria como “maravillosa”, presentaron mayor cantidad de síntomas somáticos y efectos catárticos, eran extrovertidos y asistentes regulares a la iglesia.". En general, este estudio comparativo inicial entre pacientes que reaccionan al efecto placebo, y aquellos que no, trazó el inicio del todavía enigmático efecto placebo, dentro de dichos estudios.
En 1957, un equipo de la Escuela Médica de la Universidad de Cornell, dirigido por Wolf, realizó un experimento para determinar la confiabilidad de la respuesta placebo dentro del mismo estudio placebo.